# Karemera Rwaka
Karemera Rwaka est un roi (mwami) du Rwanda qui régna au milieu du XVIIIe siècle, après Yuhi III. Il serait mort vers 1744 (+ ou - 14 ans).
Cyilima II lui succéda.